# Al-Djahiz

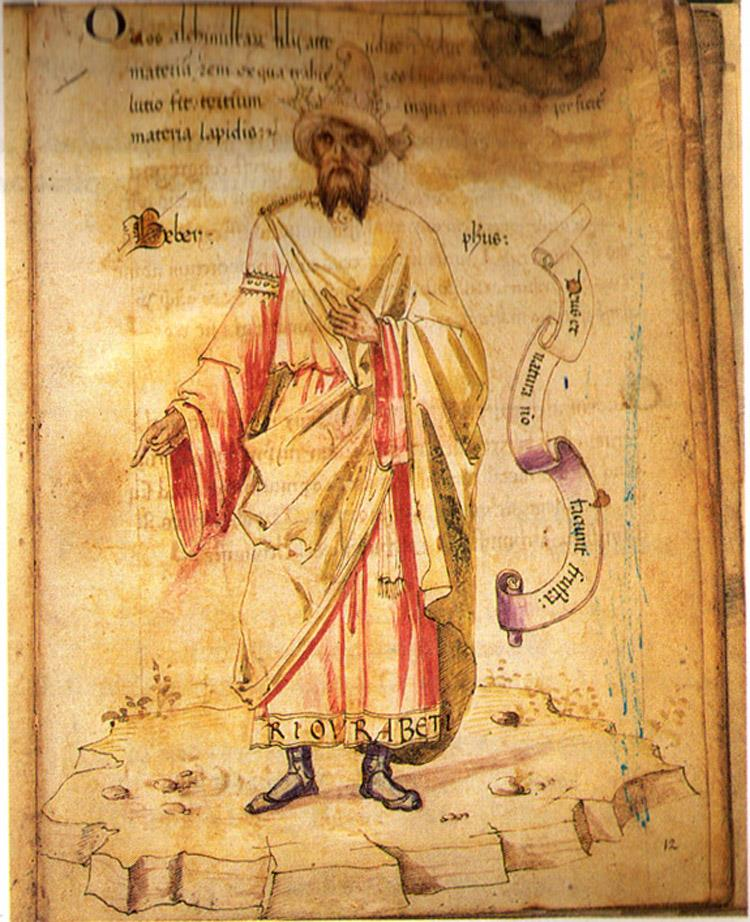
Al-Djahiz

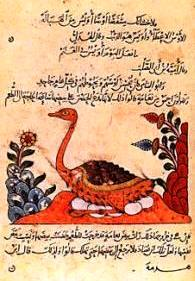
Pagina uit Kitab al-Hayawan

Al-Djahiz (Arabisch: الجاحظ) (echte naam Aboe Oethman Amr ibn Bahr al-Kinani al-Foeqaimi al-Basri) (Basra, ca. 781 – december 868 of januari 869) was een schrijver en geleerde van Ethiopische afkomst. Hij was de zoon van een Zanji-slaaf, en verkreeg veel kennis over Arabische literatuur. Hij schreef veel werken over Arabische literatuur, geschiedenis, biologie, zoölogie, vroege Arabische filosofie, Islamitische psychologie, Mu'tazili theologie, en politico-religieuze polemieken.

## Biografie

### Jonge jaren
Er is maar weinig bekend over Al-Djahiz’ jonge jaren. Wel is bekend dat zijn familie erg arm was. Hij verkocht vis langs een van de kanalen in Basra om zijn familie te steunen. Ondanks de financiële moeilijkheden van zijn familie probeerde Al-Djahiz al op jonge leeftijd veel kennis op te doen. Hij trok vaak samen op met een groep jongeren bij de hoofdmoskee van Basra. Ook woonde hij lezingen bij van geleerden op het gebied van filosofie, lexicografie en dichtkunst.

### Opleiding
Al-Djahiz zette zijn studies lange tijd voort. In een periode van 25 jaar verkreeg hij veel kennis over Arabische dichtkunst, filosofie, de geschiedenis van Arabieren en Persen, en de Koran en Hadith. Hij las ook vertaalde werken van Griekse filosofen, met name Aristoteles. Voor zijn studie profiteerde hij sterk van het feit dat het Kalifaat van de Abbasiden zich in een periode van culturele en intellectuele revoluties bevond, waardoor boeken makkelijk beschikbaar waren.

### Carrière
Terwijl hij nog in Basra was, schreef Al-Djahiz een artikel over de instelling van het kalifaat. Dit wordt doorgaans gezien als het begin van zijn carrière als schrijver. Het vak van schrijver zou uiteindelijk zijn vaste beroep worden. Er zijn bronnen die beweren dat zijn moeder hem ooit een groot aantal notitieboeken gaf met de mededeling dat hij zijn geld zou verdienen met schrijven.
Nadien heeft Al-Djahiz 200 boeken geschreven over uiteenlopende onderwerpen, zoals grammatica, dichtkunst, lexicografie en retorica.
In 816 verhuisde hij naar Bagdad, destijds de hoofdstad van het Arabisch-Islamitische Kalifaat. Dit omdat het kalifaat wetenschappers en geleerden aanmoedigde, en kort daarvoor het Huis der Wijsheid had opgericht. In Bagdad schreef Al-Djahiz het merendeel van zijn werken.

### Dood
Al-Djahiz keerde na 50 jaar terug naar Basra. Hier stierf hij in 869. Zijn exacte sterfdatum is niet bekend, noch de manier waarop hij aan zijn einde kwam. Een populaire theorie is dat hij om het leven zou zijn gekomen toen een boekenkast op hem viel en hem verpletterde. Andere bronnen spreken over een slechte gezondheid.

## Bekende werken
Kitab al-Hayawan (Boek der dieren)De Kitab al-Hayawan is een encyclopedie bestaande uit zeven delen, waarin Al-Djahiz meer dan 350 diersoorten omschrijft middels anekdotes en gedichten. Het wordt gezien als een van zijn belangrijkste werken. Noemenswaardig is vooral het feit dat het boek een soort voorloper van natuurlijke selectie bevat; Al-Djahiz speculeerde in zijn boek al over de invloed die de natuurlijke omgeving heeft op de ontwikkeling van dieren. Ook omschreef hij als eerste voedselketens.
Kitab al-Bukhala (Boek der vrekken)Een collectie verhalen over de hebzuchtigen, humoristische en satirische. Het omvat een studie over de menselijke psychologie. In het boek maakt hij zijn schoolmeesters, bedelaars, en zangers belachelijk om hun hebzucht. Veel van de verhalen worden nu nog gepubliceerd in Arabische landen.
Risalat Mufakharat al-sudan 'ala al-bidan (Brieven over de superioriteit van de zwarten over de blanken)In dit opmerkelijke werk voert Al-Djahiz ter ondersteuning van de stelling uit de titel aan dat de zwarten wel de landen van de blanken hebben veroverd en geregeerd, maar nooit omgekeerd.
Kitab al-Bayan wal-tabyin
Kitab Mufakharat al-Jawari wal-ghilman